# NGC 4408
NGC 4408 é uma galáxia lenticular (S0) localizada na direcção da constelação de Coma Berenices. Possui uma declinação de +27° 52' 16" e uma ascensão recta de 12 horas, 26 minutos e 17,1 segundos.
A galáxia NGC 4408 foi descoberta em 21 de Abril de 1865 por Heinrich Louis d'Arrest.